# آلوارو جستیدو
آلوارو جستیدو (انگلیسی: Álvaro Gestido؛ ۱۷ مهٔ ۱۹۰۷ – ۱۸ ژانویهٔ ۱۹۵۷) یک بازیکن فوتبال اهل اروگوئه بود.